# Parafia św. Rafała Kalinowskiego w Częstochowie
Parafia Świętego Rafała Kalinowskiego w Częstochowie – rzymskokatolicka parafia, położona w dekanacie Częstochowa – św. Antoniego z Padwy, archidiecezji częstochowskiej w Polsce, erygowana w 1991.

## Historia
Parafia została erygowana przez biskupa Stanisława Nowaka 30 czerwca 1991 r., a jej teren wydzielono z południowej części parafii św. Antoniego z Padwy. Po zakupieniu działek, w 1996 roku przystąpiono do budowy plebanii, a w następnym roku po wprowadzeniu się do niej księży, tj. od 1999 r. rozpoczęto wznoszenie świątyni parafialnej. Najpierw nabożeństwa były sprawowane w tymczasowej kaplicy (blaszaku) ustawionej przy ulicy Źródlanej. Została ona poświęcona przez biskupa Tadeusza Szwagrzyka 25 kwietnia 1992 r. We wznoszonym według projektu Włodzimierza i Ziemowita Domagałów kościele, pod który kamień węgielny pobłogosławił 15 sierpnia 1991 roku papież Jan Paweł II, rozpoczęto odprawiać nabożeństwa 24 grudnia 2000 r. Wyposażony w sprzęty liturgiczne (rozmieszczone „w duchu” formacji neokatechumenalnej proponowanej przez architekta Maurizio Bergamo) kościół uroczyście poświęcił 26 czerwca 2010 r. arcybiskup S. Nowak.

## Proboszczowie parafii
| imię i nazwisko    | daty urzędowania |
| ------------------ | ---------------- |
| Ks. Adam Bachowski | 1991 –           |